# Reinhard Jirgl

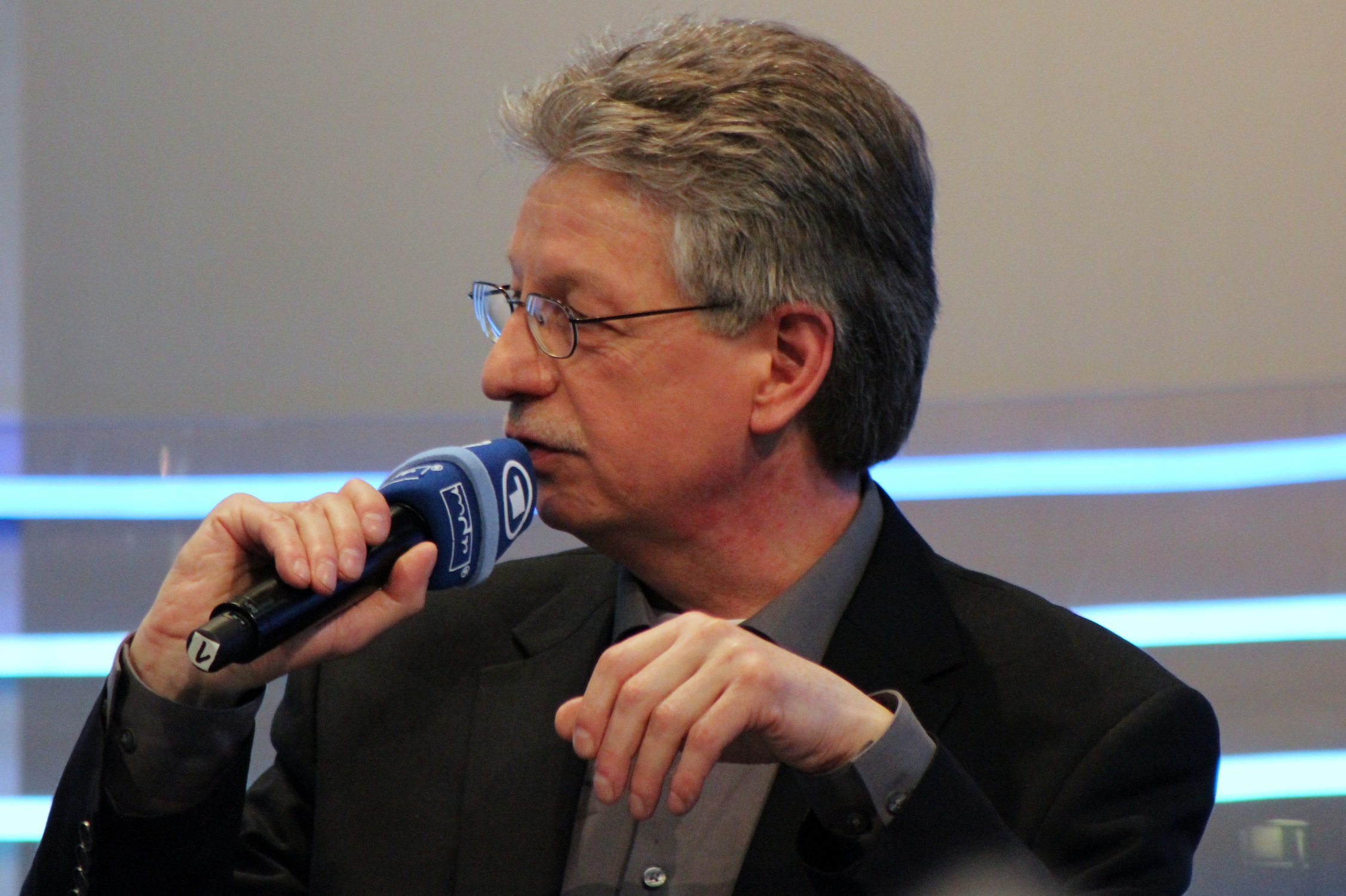
Jirgl vid bokmässan i Leipzig 2013

Reinhard Jirgl, född 16 januari 1953 i Berlin, Östtyskland, är en tysk romanförfattare. Han är utbildad elektromekaniker och ingenjör och började att skriva skönlitteratur under studietiden. Han lärde känna dramatikern Heiner Müller som blev betydande för hans utveckling. Hans debutroman Mutter Vater Roman refuserades 1985; förlaget menade att den innehöll en "ickemarxistisk historieuppfattning". Han fortsatte dock att skriva och vid "die Wende" 1989 fanns sex färdiga bokmanus.
Han tilldelades Alfred Döblin-priset 1993 och Georg Büchner-priset 2010.

## Utgivet på svenska
- Avsked från fienderna (Abschied von den Feinden). Översättning: Lena Petersson. Symposion, 1996.